# Beechcraft Denali

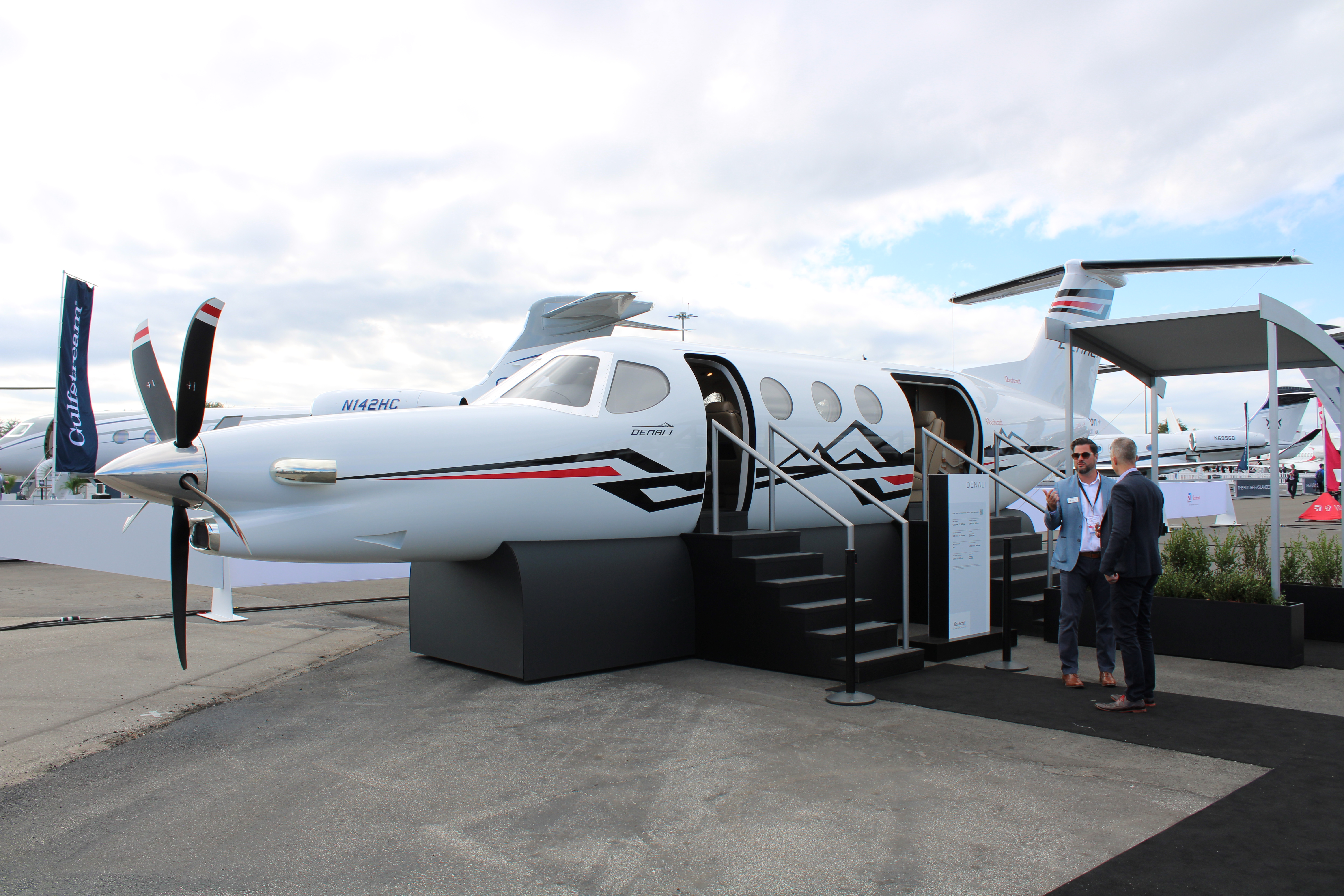
Makieta Beechcraft Denali na lotnisku w Orlando, 2022 rok

Beechcraft Denali – samolot zaprojektowany przez amerykańską wytwórnię lotniczą Cessna. Według założeń producenta, ma stanowić konkurencję dla samolotów takich jak Pilatus PC-12 oraz Daher-Socata TBM.

## Historia
Koncern Textron (właściciel firmy Cessna) po raz pierwszy zaprezentował koncepcję nowego modelu na targach lotniczych EEA AirVenture Oshkosh w roku 2015. 23 maja 2016 roku ogłoszono wstępne założenia konstrukcyjne nowego samolotu. Oficjalną nazwę modelu Denali po raz pierwszy ogłoszono na targach AirVenture Oshkosh w roku 2016. Pierwotnie oblot zaplanowano na rok 2018. Prace nad nową konstrukcją zostały jednak znacznie opóźnione. Spowodowane było to zmianami jakie wprowadziła Federal Aviation Administration w swoich wymaganiach dotyczących prób silników w warunkach oblodzenia. W konsekwencji, producent jednostek napędowych przeznaczonych dla Denali, odnotował opóźnienie w certyfikacji swoich silników, co przełożyło się na nie dotrzymanie harmonogramu prac nad całym projektem. Dopiero w kwietniu 2021 roku zamontowano jednostkę na testowym Beechcraft King Air 350. Zmodyfikowany plan prac przewidywał oblot samolotu w 2021 roku. W próbach nowej maszyny wezmą udział trzy lotne egzemplarze oraz trzy przeznaczone do prób statycznych. 21 lipca 2021 roku Textron Aviation poinformował o zmianie marki pod którą będzie promowany samolot. Od tego momentu, Denali promowana jest pod szyldem Beechcraft. 
23 listopada 2021 roku dokonano oblotu maszyny. Za sterami samolotu, który wystartował z lotniska Wichita Dwight D. Eisenhower National Airport, z którego korzystają maszyny Textron Aviation, siedzieli piloci doświadczalni Peter Gracey i Dustin Smisor. Samolot, po locie trwającym 2 h i 50 minut, wylądował bezpiecznie. W trakcie lotu osiągnięto prędkość 333 km/h i wysokość 4758 m.

## Konstrukcja
W warunkach przelotowych, planuje się utrzymanie wysokości kabinowej (ang. cabin altitude) na poziomie 1870 m (6130 stóp). Samolot będzie dysponował kabiną pasażerską o wysokości 147 cm, szerokości 160 cm oraz długości 511 cm. Dodatkowo w tylnej części kadłuba przewidziano drzwi bagażowe o wymiarach 150 x 135 cm Samolot ma być napędzany turbośmigłowym silnikiem General Electric Catalyst z pięciołopatowym, przestawialnym, kompozytowym śmigłem McCauley BlackMack o średnicy 266 mm. Awionika Garmin G3000. Kabina pilotów wyposażona została w duże, wielofunkcyjne wyświetlacze dotykowe. Maszyna ma automatyczną przepustnicę, zautomatyzowany system kontroli lotu oraz układ ostrzegający przed zderzeniem z ziemią. Wstępnie przewidziane są wersje pasażerskiej w wariancie dla sześciu pasażerów i w wersji zagęszczonej dla dziewięciu. Istnieje również plan budowy wersji towarowej samolotu.